# Osaka Prefectural Government Sakishima Building
L'Osaka Prefectural Government Sakishima Building, conosciuta anche come Osaka World Trade Center Building e precedentemente anche come WTC Cosmo Tower è un grattacielo adibito a prefettura di Osaka.

## Caratteristiche
Alto 256 metri e on 52 piani, l'edificio è il secondo grattacielo più alto di Osaka e tra i più alti del Giappone. Anche se principalmente l'edificio è utilizzato dalla prefettura, nei primi tre piani dell'edificio sono presenti un museo, un ristorante, una lobby e una sala conferenze e all'ultimo piano è presente un osservatorio panoramico.